# Rafael Ampuero
Rafael Segundo Ampuero Villarroel (*Ancud, 23 de junio de 1926 - †Tomé, 8 de julio de 1984) fue un grabador, pintor y dibujante chileno.

## Familia
Hijo de Rafael Ampuero Alderete y de María Villarroel Paredes. Cursó estudios de preparatoria en Valdivia y Concepción y de humanidades en el Liceo de Hombres de Tomé. En 1956 se casó con Norma Sáez, con quien tuvo cuatro hijos: Daniel, Victoria, Alma y Brisa Esmeralda.

## Carrera artística
Recibió lecciones de artes plásticas del pintor Elías Zaror. En 1944 se desempeñó como dibujante del diario La Patria de Concepción, y en las revistas El Peneca y El Cabrito, como también en la Editorial Zig-Zag; además, ilustró casi todas las revistas que se editaban en Tomé.
En sus comienzos empleó las técnicas de óleo y acuarela y en 1966 comenzó a trabajar las técnicas del grabado.
En 1947 fue miembro fundador del Círculo de Bellas Artes y el septiembre realiza su primera exposición colectiva en Tomé. En 1948 expone en la sala El Sótano de Concepción y en el Museo Nacional de Santiago. El crítico Nathaniel Yáñez Silva en el diario El Mercurio de Santiago afirmó que "de la exposición que la Federación de Artistas Plásticos de Chile realiza en el Museo Nacional de Bellas Artes, creo que lo mejor es una obra de Rafael Ampuero de Tomé".
En 1952 decora el hall del Hotel Cecil de Concepción.
En 1955 y 1960 ilustra los libros "La Bestia Mágica" y "Las Semillas Profundas" de su amigo, el poeta Alfonso Mora Venegas. En 1957 Expone en la sala del Ministerio de Educación en Santiago.
En 1969 se le invitó a participar en la decoración del Hotel Sheraton Santiago junto a otros artistas. Años más tarde se instaló en Tomé, en donde trabajó en una empresa maderera asumiendo un cargo ejecutivo. Mientras cumplía su rol empresarial, también desarrolló una profunda vocación pedagógica y cultural. Motivado por estas inquietudes se unió a algunos intelectuales con los que fundó el Círculo de Bellas Artes de Tomé cuyo afán buscaba la descentralización del acontecer cultural y social del país.

## Obras en elMuseo Nacional de Bellas Artes de Chile
- El Abuso, xilografía sobre papel
- El Demagogo, xilografía, sobre papel
- La Bestia Muere, xilografía, sobre papel
- La Guitarra, xilografía, sobre papel
- Mateo 5, Versículo 10, xilografía, sobre papel
- El Ángel del Sueño, xilografía, sobre papel
- Singular Reunión” xilografía, sobre papel
- Los Niños, xilografía, sobre papel
- Lucas 19, Versículo 46, xilografía, sobre papel
- El Brasero es la paz, xilografía, sobre papel
- Terror de la Noche, xilografía, sobre papel

## Exposiciones individuales
- 1948-Sala El Sótano, Concepción, Chile.
- 1950-Sala El Sótano, Concepción, Chile.
- 1951-Sala El Sótano, Concepción, Chile.
- 1957-Sala del Ministerio de Educación, Santiago.
- 1960-Sala Universitaria de Concepción, Chile.
- 1961-Sala Universitaria de Concepción, Chile.
- 1968-Galería Patio, Santiago.
- 1969-Instituto Chileno Británico, Santiago, Chile.
- 1971-Instituto Chileno Británico, Santiago, Chile.
- 1972-Galería Central de Arte, Concepción, Chile.
- 1975-Museo O´Higginiano y de Bellas Artes de Talca, Chile.
- 1976-Ciudad Wood Hole, Massachusetts, Estados Unidos.
- 1976-Galería Unicorn, Baltimore, Estados Unidos
- 1977-Alianza Francesa, Santiago.
- 1978-Instituto Chileno alemán, Santiago.
- 1983-Grabados, Instituto Chileno Alemán, Santiago.
- 1985-Retrospectiva Rafael Ampuero 1926 – 1984, Círculo de Bellas Artes de Tomé, Chile
- 1985-Rafael Ampuero Retrospectiva, Instituto Chileno Alemán de Concepción, Chile.
- 1991-Rafael Ampuero, Cefa de Concepción, Chile.
- 1991-El Grabador Rafael Ampuero, Museo Nacional de Bellas Artes, Santiago.

## Premios
- Primer premio de grabado en el Salón de Primavera de Temuco, 1968.
- Premio municipal de Arte de la Municipalidad de Tomé.
- Premio municipal de Artes de Concepción, 1969.
- 1952, Segunda Medalla en el Salón Nacional de Arte de la Universidad de Concepción, Chile.
- 1968, Medalla de Oro en Grabado en el Salón de La Primavera de Temuco, Chile.